# Bab Lakouas
Bab Lakouas (arabe : باب الأقواس) est l'une des portes de la médina de Tunis, située à l'ouest de l'ancienne enceinte, entre Bab Saadoun et Bab Souika et à proximité du quartier de Halfaouine. Elle a disparu avec l'enceinte de la cité.